# Mangaka

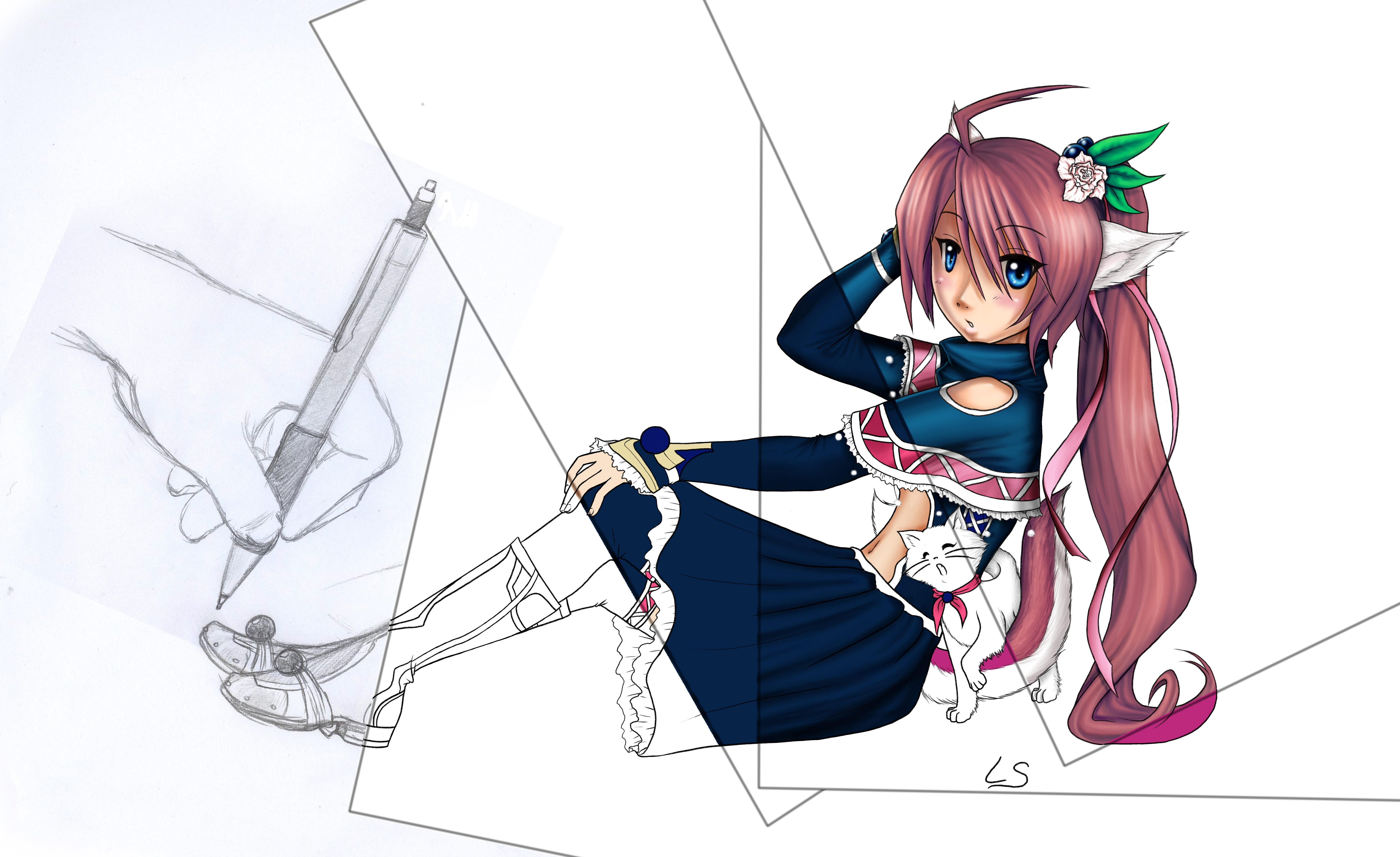
Phasen der Entstehung eines Bilds im Manga-Stil

Mangaka (japanisch 漫画家), oder auch Manga-ka, ist der japanische Begriff für Comic-Künstler und wird auch international für Manga-Künstler verwendet. Der Begriff setzt sich zusammen aus dem Wort Manga für japanische Comics und der Endung -ka (家) im Sinne von „Experte“, „Fachmann“, hier: „Macher“ oder „Schöpfer“. Die meisten Mangaka zeichnen ihre Geschichten nicht nur, sondern schreiben auch den dazugehörigen Text. In Japan sind Mangaka eine eigene Berufsgruppe. Der Begriff wurde 1909 von Kitazawa Rakuten geprägt, nachdem dieser ab 1906 zunächst Mangashi („Manga-Meister“, 漫画師) verwendet hatte. Autoren, die nicht zeichnen, werden (Manga) Gensaku-sha ([漫画]原作者) genannt.

## Manga-Zeichner in Japan
Schätzungen aus den 1990er Jahren zufolge gibt es in Japan etwa 2500 Mangaka. Von diesen können jedoch nur etwa 20 % als professionelle Zeichner von ihrer Tätigkeit leben. Darüber hinaus gibt es eine große Zahl an Amateurzeichnern, die außerhalb der Verlage veröffentlichen. Während bis in die 1960er Jahre fast ausschließlich Männer als Manga-Zeichner tätig waren, sind in dem Beruf heute auch viele Frauen tätig und ähnlich erfolgreich wie ihre männlichen Kollegen. Die Gruppe der 24er waren Wegbereiterinnen für diese Entwicklung, durch die viele Frauen in der Branche heute ihre eigenen Geschichten erzählen und Erfahrungen ausdrücken können, die sie mit ihren Leserinnen teilen. Die Profession bietet Frauen einen Ausbruch aus Rollenmustern und ein freies, unabhängiges Leben als Selbstständige, wie es in Japan sonst in kaum einem Berufszweig möglich ist. Dabei schaffen häufiger Frauen Mangas für weibliches Publikum, das heißt Shōjo- und Josei-Manga, und Männer für männliches Publikum, die dem Shōnen oder Seinen zugeordnet werden. Redaktionen sind in allen Sparten vor allem von Männern besetzt.
Anders als bei den großen Verlagen in den USA, wo die Unternehmen die Rechte an den Geschichten und Figuren halten, behalten in Japan üblicherweise die Künstler die Kontrolle über ihre Werke. Darüber hinaus sind die Künstler deutlich prominenter und haben eine größere Chance zu Reichtum zu kommen als ihre Kollegen in Europa und Amerika. Einige Künstler verwenden Pseudonyme, um ihre Identität zu verbergen. Das können auch wechselnde Pseudonyme sein oder solche, die sogar das Geschlecht der Person im Unklaren lassen.

### Arbeitsweise und Arbeitsbedingungen

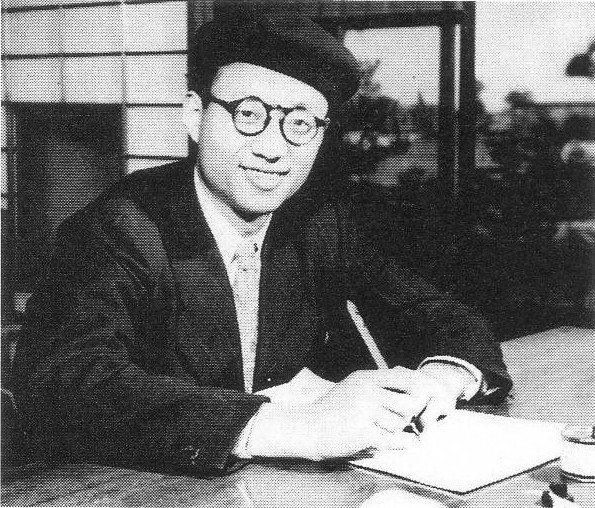
Osamu Tezuka 1951

Dass ein Künstler alle Arbeiten selbst übernimmt, ist auch wegen der hohen Arbeitsbelastung und des Termindrucks die Ausnahme. Der durch die Publikationszyklen der Manga-Magazine entstehende Zeitdruck auch bei erfolgreichen Mangaka, die an mehreren Werken gleichzeitig arbeiten, führt zu einer hohen Arbeitslast, was den Einsatz von Assistenten für Hilfsarbeiten fast immer zwingend macht. Viele Zeichner arbeiten zusätzlich oder ausschließlich an Hilfsarbeiten für andere Mangaka. Sie kleben beispielsweise Rasterfolien, tuschen oder zeichnen Hintergründe. Der Grad, in dem die Assistenten involviert sind und wie viel Freiheit sie haben, kann sich je nach Mangaka sehr unterscheiden. Während Zeichner wie Osamu Tezuka die gesamte Entwicklung der Geschichten, Layout und Designs der Charaktere selbst übernommen haben und die Assistenten nur Schwarzflächen, Muster und Details im Hintergrund ergänzt haben, setzen andere Künstler auf ein Studio-Prinzip. So hatte Takao Saitō in Saitō Productions 15 Mitarbeiter in Vollzeit, die mit ihm im Team und in spezialisierten Gruppen an Geschichte und Zeichnungen gearbeitet haben und die Saitō angeleitet hat wie der Regisseur einer Filmproduktion. Andere Mangaka wiederum haben zusätzlich eigene Manager.
In der Regel sind Arbeitstage lang, streng durchstrukturiert, haben wenige oder keine Pausen und es gibt nur wenig freie Tage. Manche Mangaka schlafen nur vier oder fünf Stunden pro Tag. Hiroshi Fujimoto berichtete beispielsweise, er habe zweimal in seinem Berufsleben 72 Stunden am Stück gearbeitet und dabei selbst beim Essen und Trinken ohne Unterbrechung weitergearbeitet. Ebenso ist die Zahl der produzierten Seiten hoch, was durch einen oft eher reduzierten Stil überhaupt möglich gemacht wird. Shōtarō Ishinomori zeichnete einmal 500 Seiten in nur einem Monat.
Die gleichberechtigte Arbeitsteilung zwischen Zeichnern und Szenaristen ist eher selten und kommt am ehesten bei Jugendmanga vor. Selbst hier erreichen Szenaristen selten die gleichen Popularität wie zeichnende Kollegen. Sie werden vor allem von Künstlern engagiert, auf denen nach einem ersten Erfolg die Erwartung liegt, weitere beliebte Serien zu schaffen. Vor allem jüngeren Künstlern fehlt dazu jedoch der Erfahrungsreichtum, sodass sie auf Szenaristen oder andere Ideengeber zurückgreifen. Das sind nicht selten auch die Redakteure der Magazine, für die die Künstler arbeiten. Diese sind stark in die Entwicklung der Geschichten involviert, die in der Regel zuerst in Magazinen erscheinen. Sie wählen die Inhalte – Themen, Stimmungen und Stile – der Geschichten für das Magazin aus und suchen entsprechende Künstler, um die gewünschte Mischung im Magazin zu erreichen und damit die Zielgruppe ansprechen zu können. Darüber hinaus greifen die Redakteure nicht selten auch in die Entwicklung der Geschichten ein, halten engen Kontakt mit den Zeichnern, achten auf Einhaltung von Terminen. Sie haben daher eine ähnliche Funktion wie ein Manager. So hat das Magazin und dessen Redaktion oft erheblichen Einfluss auf den Inhalt einer Mangaserie, die darin erscheint. Eine Ausnahme davon sind Underground-Manga oder in Teilen auch die Gekiga-Bewegung.

### Weg in den Beruf

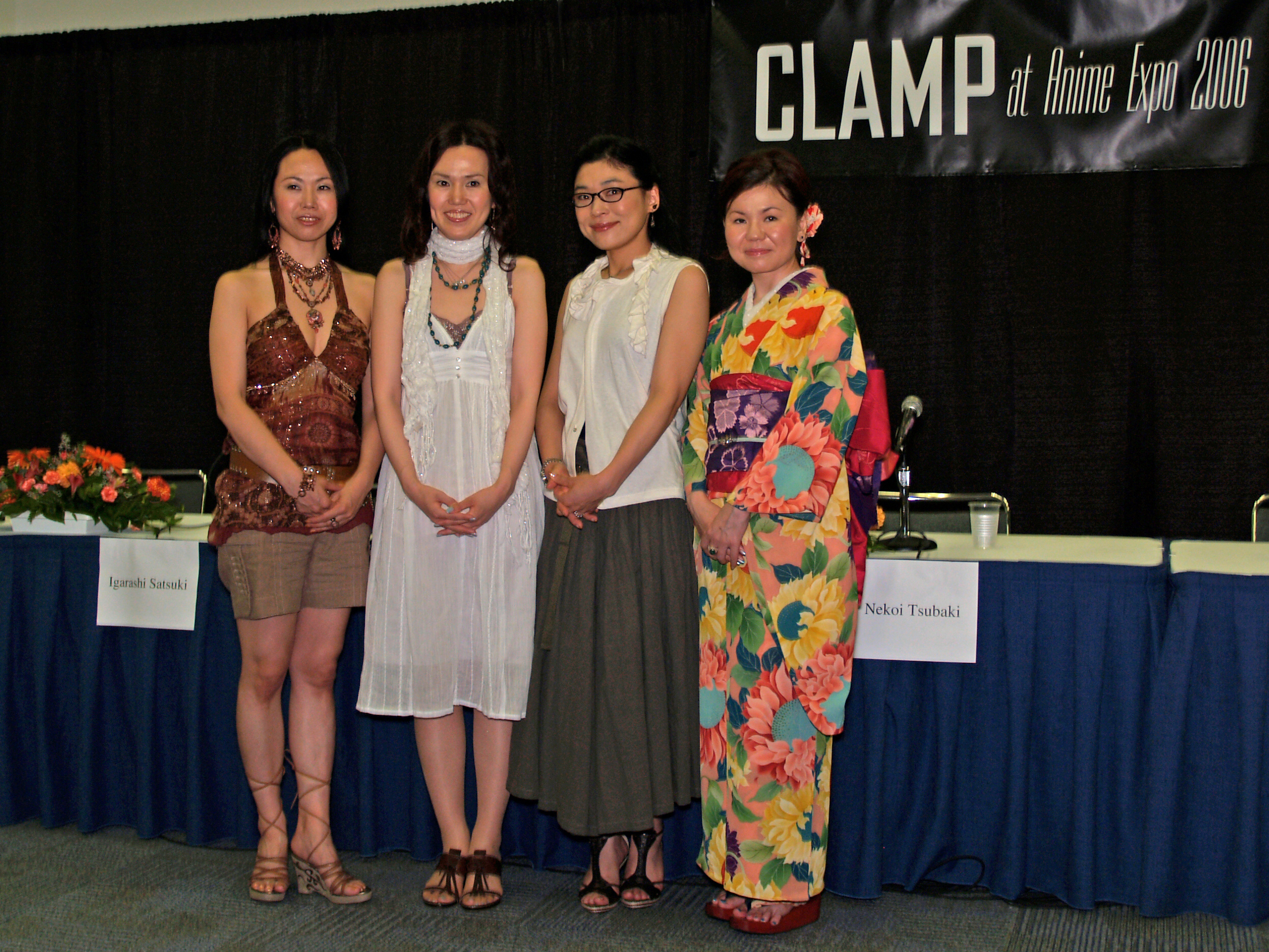
Clamp, eine erfolgreiche Gruppe von vier Zeichnerinnen, die als Dōjinshi-Künstlerinnen entdeckt wurden

Die Einstiegshürden für einen Künstler sind verglichen mit anderen Medien gering, da er allein, ohne formelle Ausbildung und mit wenig materiellem Aufwand tätig werden kann. Eine formale Ausbildung ist für den Beruf nicht nötig und viele Mangaka haben gerade mal einen Schulabschluss. Junge Zeichner nehmen häufig an einem der regelmäßig ausgeschriebenen Zeichenwettbewerbe von Manga-Verlagen teil, wobei den Siegern Veröffentlichungen in professionellen Magazinen und zeitlich befristete Verträge winken. Auch der Weg in die Karriere als Assistent eines bereits etablierten Zeichners ist üblich. Dabei bleiben jedoch viele in dieser Tätigkeit und schaffen es nie zu einem eigenen Manga. Neben diesen informellen Einstiegen in den Beruf gibt es seit den 2000er Jahren aber auch Studiengänge. Ein erster entstand 2006 an der Seika-Universität Kyōto, weitere folgten.
Sehr beliebt ist das Veröffentlichen von selbst gezeichneten Fan-Manga (Dōjinshi) im Eigenverlag. Zahlreiche professionelle Mangaka haben als Dōjinshi-Zeichner begonnen und in Japan ist daraus eine eigene Manga-Subkultur entstanden: Auf regelmäßigen Dōjinshi-Messen stellen Hobbyzeichner ihre neuesten Werke vor, die entweder Eigenerfindungen oder Anlehnungen an bekannte kommerzielle Serien sind. Die größte Dōjinshi-Messe Japans und zugleich die größte Comic-Veranstaltung der Welt ist der zweimal im Jahr stattfindende Comic Market (Comiket) in Tokio mit etwa 60.000 Ausstellern und 400.000 Besuchern. Veranstaltungen wie diese können für Hobby-Zeichner ein Sprungbrett in eine professionelle Karriere sein, da Verlage hier nach neuen Talenten suchen. Seit sich in den 2000er Jahren soziale Netzwerke etabliert haben, über die Bilder und Geschichten selbst publiziert werden können, haben auch diese an Bedeutung für angehende und Hobby-Künstler gewonnen und bieten seither einen neuen Weg, ein Publikum zu erreichen und bekannt zu werden.

## International
Durch den internationalen Erfolg von Manga ab etwa 2000 wurden weltweit vor allem junge Künstler inspiriert, ähnliche Werke zu schaffen. So in Großbritannien, wo ab 2007 Verlage im Land produzierte Manga veröffentlichten, oder Australien, wo die Entwicklung im Jahr 2000 begann. In den USA begann dieser Trend von englischsprachigen OEL Manga bereits in den 1980er Jahren.
Mit der Veröffentlichung der Serien Dragon Ball ab 1997 und Sailor Moon ab 1998 begann der Manga-Boom im deutschsprachigen Raum. Seitdem streben auch Jugendliche im deutschsprachigen danach, als Zeichner oder Autor von einem Verlag unter Vertrag genommen zu werden. Der Markt ist jedoch hart umkämpft und nur sehr wenige können durch das Zeichnen ihren Lebensunterhalt bestreiten. Die Entdeckung der Künstler geschieht oft über einige der Zeichenwettbewerbe, die seit den 2000er Jahren in Deutschland stattgefunden haben, unter ihnen der Manga-Talente-Wettbewerb der Leipziger Buchmesse und „Manga Magie“ in Köln. Eine weitere Plattform, über die sich einige Zeichnerinnen etabliert haben, ist das Online-Netzwerk Animexx, auf dem Dōjinshi veröffentlicht werden können. Das erste Werk von einem Zeichner aus der Szene war 2001 Dragic Master von Robert Labs. Fast alle Mangaka aus dem deutschsprachigen Raum sind weiblich.